# ポピア

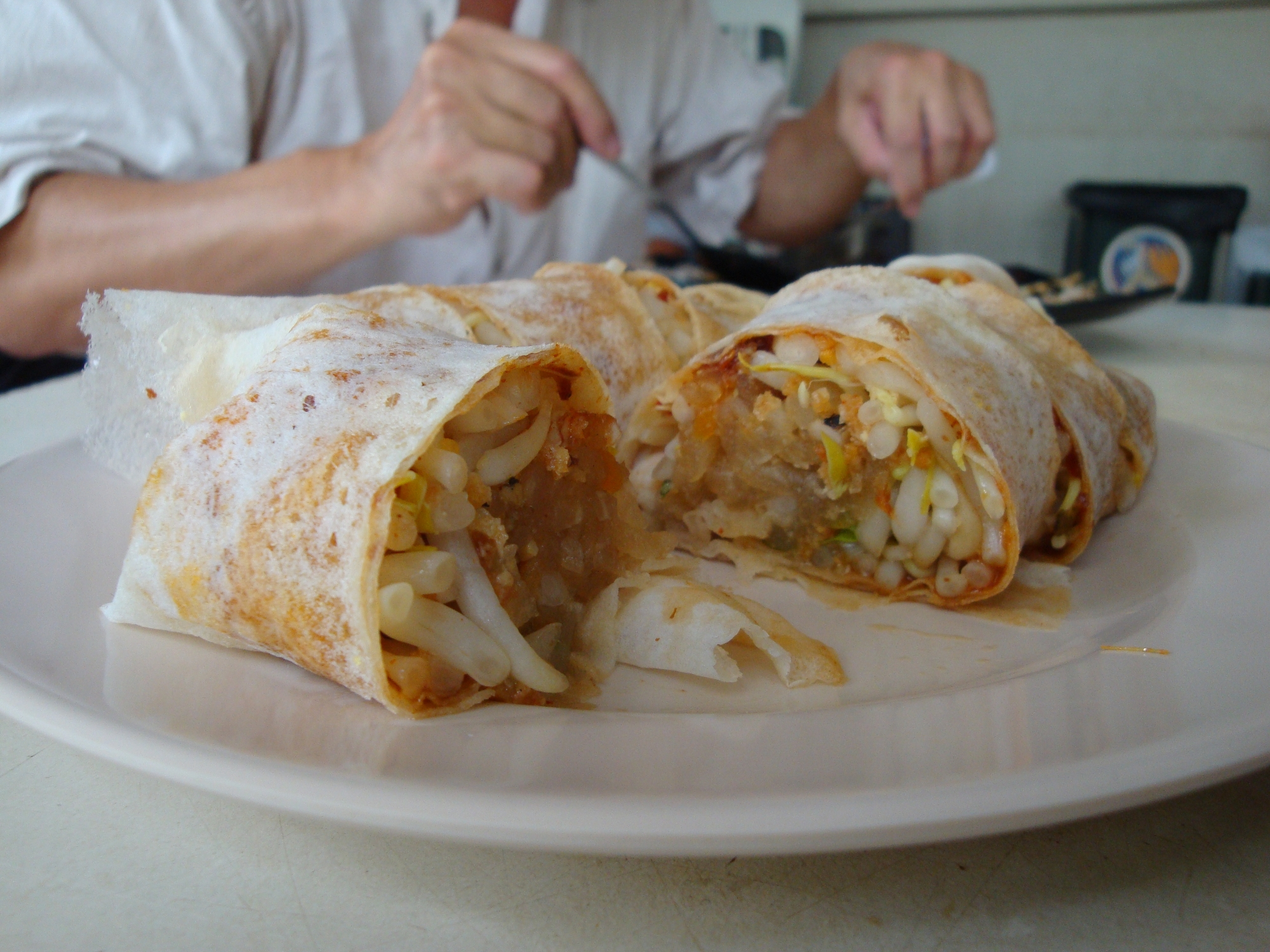
モヤシ等を具にしたポピア

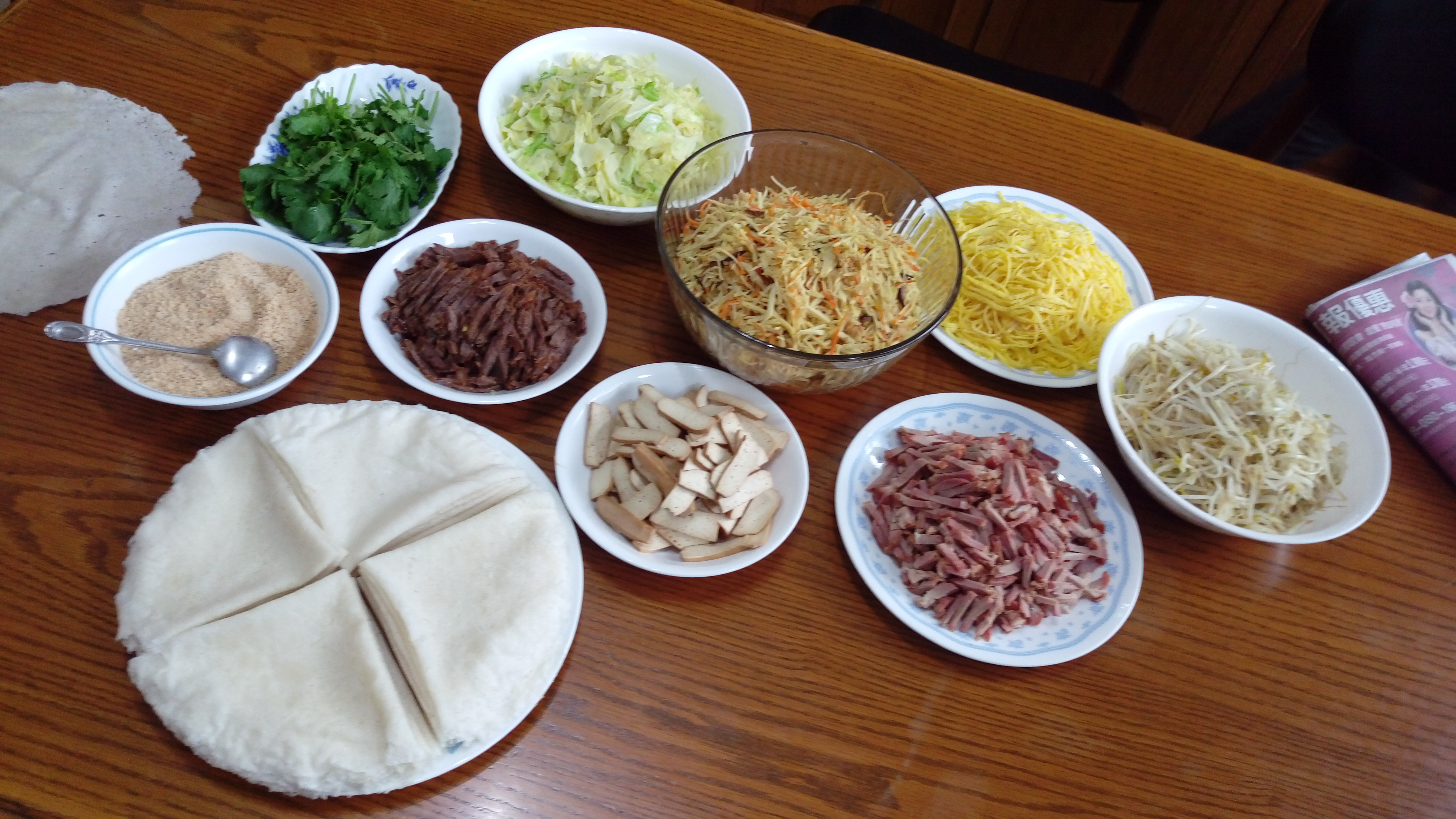
様々な具材を用意（台湾彰化市）

ポピア（Popiah、薄餅）はシンガポールの料理。代表的なニョニャ料理である。
シンガポールの食文化は、15世紀頃に中国からマレー半島にやってきた中国人たちの子孫であるプラナカンの食文化から大きな影響を受けている。プラナカン文化の中で「ニョニャ」は「女性」を意味し、プラナカンの女性に代々受け継がれてきた家庭料理を「ニョニャ料理」と呼ぶ。
ポピアは、薄いモチモチした皮に好みの具を包んで食べる家族料理である。ニョニャスタイルの生春巻きと考えても良い。
具材は家庭や、販売する屋台によっても異なるが、ターニップ、モヤシ、揚げた豚脂、レタス、キュウリ、卵、スイートソース、チリソースなどが使われることが多い。ターニップを甘く煮付けたものは、欠かせない具材とされる。
皮は小麦粉を主体としたものである。